# An besselian
În astronomie, anul besselian corespunde intervalului de timp dintre doi ani tropici măsurați dintr-un punct în care ascensia dreaptă a Soarelui este de 280 de grade (sau mai bine zis 18 h 40 min 0 s). Această longitudine corespunde aproximativ poziției Soarelui văzut de pe Pământ la 1 ianuarie.
Numele anului besselian a fost dat în onoarea matematicianului și astronomului germanic Friedrich Wilhelm Bessel.
Anul besselian corespunde cu 365,242198781 de zile (durata unui an tropic), adică 31.556.925,9747 de secunde. Aceasta reprezintă 674,0253 de secunde mai puțin decât anul iulian, definit ca fiind exact de 365,25 de zile.

## Legături cuepocile
Definiția anului besselian permite construirea unei epoci, al cărei an începe când ascensia dreaptă a Soarelui este egală cu 280 de grade. Epoca bazată pe anul besselian este precedată de litera „B” (B1875.0, de exemplu). În zilele noastre, epocile sunt construite pornind de la un moment de referință (notat J2000.0), corespunzând aproximativ momentului amiază al meridianului Greenwich la data de 1 ianuarie 2000. Ascensia dreaptă a Soarelui în momentul acela nefiind exact de 280 de grade, iar duratele anilor besselieni și iulieni deosebindu-se prin mai multe minute, epocile iuliene și besseliene nu sunt nici ele identice. Astfel epoca J2000.0 corespunde epocii B2000.00127751.